# Leonid Michailowitsch Romanow
Leonid Michailowitsch Romanow (russisch Леонид Михайлович Романов; * 13. Februar 1947 in Moskau, Russische SFSR) ist ein ehemaliger sowjetischer Florettfechter.

## Erfolge
Leonid Romanow wurde 1969 in Havanna und 1970 in Ankara im Mannschaftswettbewerb Weltmeister und gewann in diesem darüber hinaus 1967 in Montreal Silber und 1971 in Wien Bronze. Im Einzel wurde er 1970 Vizeweltmeister, im Jahr darauf sicherte er sich die Bronzemedaille. Bei den Olympischen Spielen 1972 in München zog er mit der Mannschaft ins Finale gegen Polen ein, das mit 5:9 verloren wurde. Gemeinsam mit Wladimir Denissow, Wiktor Putjatin, Anatoli Koteschew und Wassyl Stankowytsch erhielt er damit die Silbermedaille.